# Ryszard Kukliński
Ryszard Jerzy Kukliński, cuyo nombre clave era Jack Strong (13 de junio de 1930, 11 de febrero de 2004) fue un coronel y espía polaco a favor de los Estados Unidos durante la Guerra Fría. Motivado por el deseo de promover los intereses nacionales de Polonia frente a la dominación soviética de su país luego de la Segunda Guerra Mundial, le pasó documentos secretos del Pacto de Varsovia a la CIA entre 1971 y 1981.

## Carrera
Kukliński nació en la capital polaca de Varsovia, dentro de una familia de clase trabajadora de tradición católica y socialista.
Su padre fue miembro del movimiento resistencia polaca a la ocupación nazi durante la Segunda Guerra Mundial y terminó muriendo en el campo de concentración de Sachsenhausen. El mismo Ryszard pasó brevemente por un campo de trabajos forzados cuando solo tenía 13 años de edad.
Luego de la finalización de la guerra, Kukliński comenzó lo que sería una exitosa carrera militar dentro del por entonces recientemente creado Ejército Popular (es decir, comunista) Polaco.

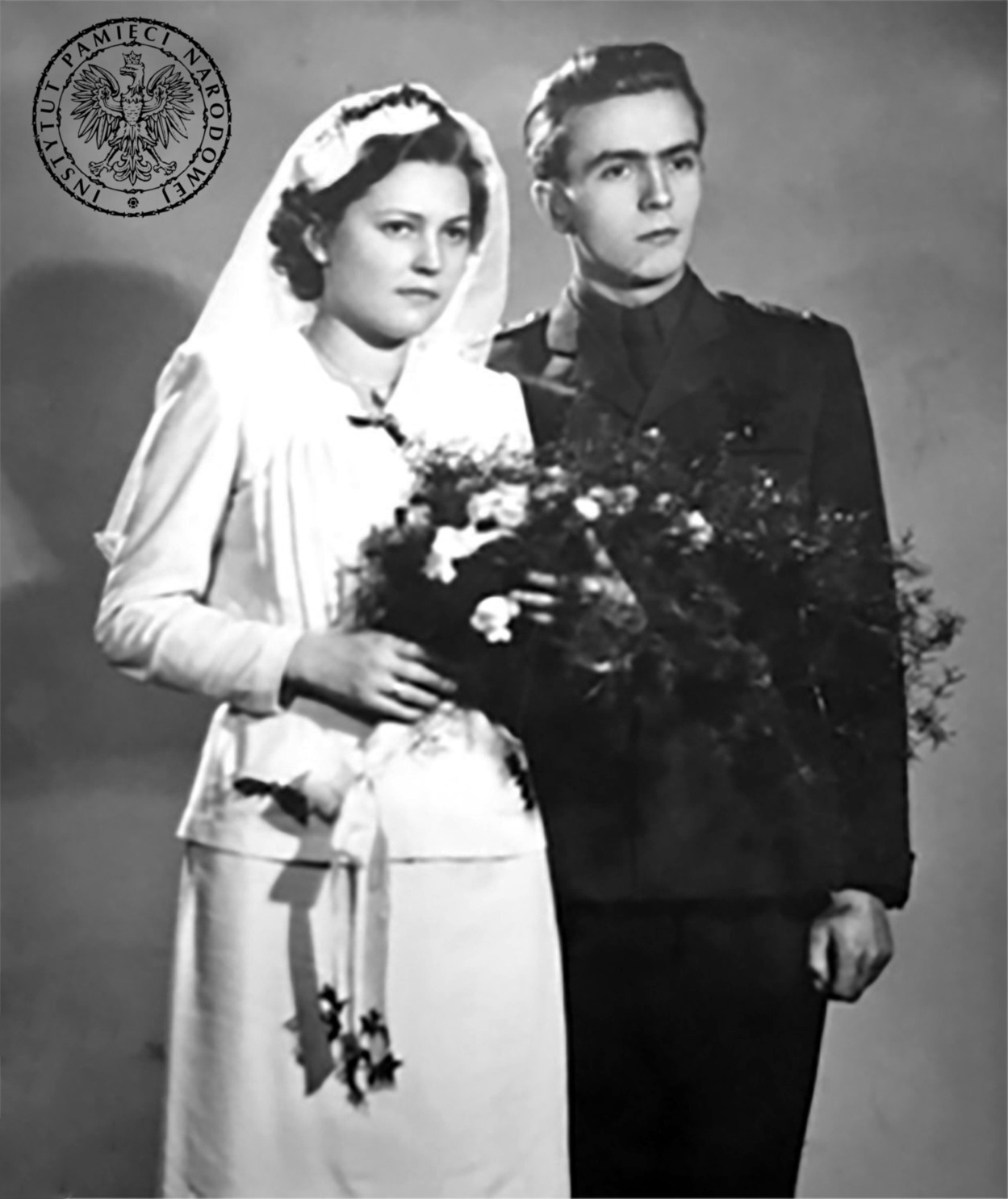
Ryszard Kukliński con su esposa

Tomó parte en los preparativos de las fuerzas del Pacto de Varsovia que participarían de la invasión de la entonces Checoslovaquia en agosto de 1968, durante la recordada Primavera de Praga.
Después de la muy dura represión comunista, en diciembre de 1970, a los trabajadores polacos que manifestaban en la localidad de Gdynia y en la ciudad de Gdansk (Gdańsk), Kukliński comenzaría un sentimiento de cada vez mayor repulsión hacia el régimen, pero más hacia el soviético (al cual lo veía como el verdadero opresor de su país) que al propio polaco, el que, a fin de cuentas, era en satélite de aquel.
De ahí en más decidió intentar contactar a los servicios de espionaje de los Estados Unidos. Dado que hacer algo así hubiese sido bastante peligroso dentro de Polonia, se le ocurrió una ingeniosa idea para hacerlo: convenció a sus superiores de que un selecto grupo de oficiales podía esporádicamente recorrer las costas de Europa Occidental en barco, haciéndose pasar por turistas, y así recoger eventual información de inteligencia útil. Finalmente en agosto de 1972, durante uno de esos viajes, logró enviarle una carta a la embajada estadounidense en Bonn (entonces capital de Alemania Occidental).
De esa manera, a aunque primeramente deseaba contactarse con oficiales del Ejército estadounidense terminó trabajando para la CIA y ofrecerle sus servicios como espía (Otra versión alternativa y minoritaria sugiere que fue la CIA la que se acercó a él durante una breve escala de navegación de éste por Vietnam en 1967). Así fue que, durante su carrera como espía entre 1971 y 1981 le pasó a la CIA microfilms de nada menos que unas 40.000 páginas de documentos secretos del Pacto de Varsovia, básicamente de procedencia soviética.
Los documentos en cuestión describían, entre otras cuestiones, los planes estratégicos de Moscú respecto del uso de armas nucleares, detalles técnicos del último tanque soviético de esa época, el T-72 y de los misiles Strela-1, la distribución de las bases soviéticas de artillería antiaérea en los territorios de Polonia y de la entonces Alemania Oriental, los métodos y técnicas de ocultación usados por los soviéticos para minimizar e intentar evitar la detección de sus equipos militares por parte de los satélites espías estadounidenses, un magistral análisis soviético de los puntos débiles de la OTAN, un manual de 300 páginas sobre guerra electrónica, información de que la URSS se disponía a invadir un país del sur (que resultaría ser Afganistán, en 1979) y hasta planes para algo que tocaría de cerca al propio Kukliński, la eventual implantación de la ley marcial en Polonia, hecho que finalmente sucedería en 1981.

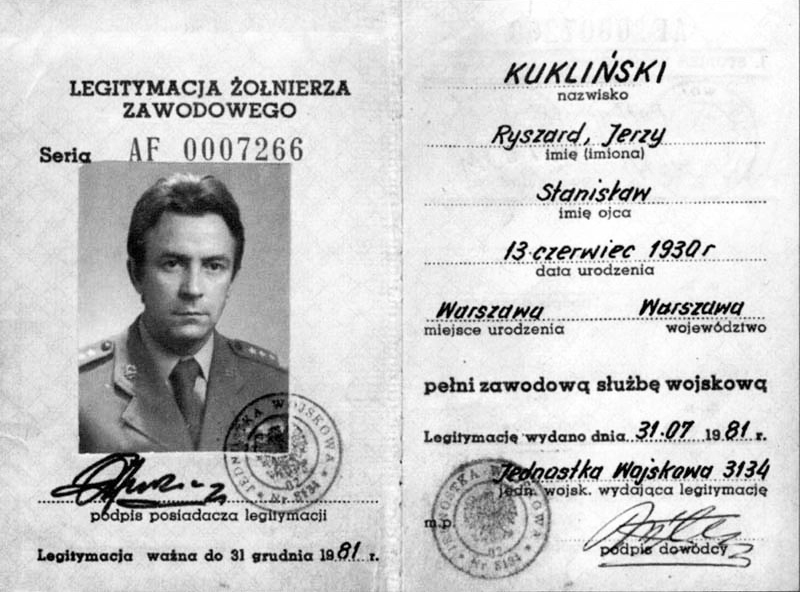
Última identificación militar del coronel Kukliński.

Finalmente, el cerco de la contrainteligencia polaca y soviética se estaba cerrando sobre él. Por ejemplo, en septiembre de 1981 el ministro del Interior de Polonia comentó que "Moscú se queja de que todo lo que se dispcute en el Politburó se sabe en [el combativo sindicato] Solidaridad en menos de 24 horas. [...] La fuga de información es terrible." Hasta el nombre clave (Wiosna, "Primavera") del plan para instaurar la ley marcial en el país era conocido por Solidarność. Y el coronel Kukliński formaba parte de un muy selecto puñado de tan solo diez personas en toda la nación que oficialmente conocían ese nombre secreto.
Enfrentado a un inminente riesgo de ser descubierto, Kukliński pudo ser “exfiltrado” (sacado subrepticiamente) de Polonia por la CIA (muy probablemente escondido dentro de un vehículo oficial de le embajada estadounidense) en Varsovia, junto a su esposa y sus dos hijos. Finalmente, el 11 de noviembre de 1981 llegó a los Estados Unidos. Esto sucedió poco antes de la imposición, en diciembre de ese mismo año, de la ley marcial en su país.
El 23 de mayo de 1984 Kukliński fue sentenciado a muerte en ausencia (in absentia), por parte de una corte militar secreta de la todavía comunista Polonia. Pero luego de la caída del comunismo en el país, en 1989, la sentencia fue anulada por las nuevas autoridades y, luego de un prolongado exilio, él volvería momentáneamente a su país en abril de 1998.

## Impacto de la información proporcionada por Kukliński a la CIA
Ryszard Kukliński llegó a ser el jefe de una división de planificación del Ejército polaco durante la era comunista en su país, a su vez que era un oficial de enlace con los militares soviéticos, por lo que tenía un conocimiento bastante amplio de las fuerzas polacas dentro del Pacto de Varsovia.
A pesar de que los planes generales puntuales respecto de las fuerzas militares del Pacto de Varsovia solo eran conocidos en detalle por el régimen soviético, Kukliński podía inferir mucho acerca de los mismos, a partir de sus contactos en Moscú. Mediante información proporcionada por éstos, descubrió detalles de planes soviéticos para atacar e intentar conquistar Europa Occidental.
La información provista por ellos anticipaba que, en el evento del estallido de una guerra abierta entre los Estados Unidos y la entonces Unión Soviética, Polonia sería forzosamente sacrificada, y se esperaba que recibiese entre 400 y 600 impactos de ojivas nucleares (MRBMs y/o ICBMs) por parte de las fuerzas de la alianza occidental. Esa muy lúgubre posibilidad lo llevó a seguir cooperando con la CIA (e indirectamente con la OTAN) para contribuir a evitar semejante destino, e intentar mantener desactivada una hipotética escalada atómica entre ambas superpotencias militares antagónicas.
Debido a la ocupación e infiltración de facto de Polonia por parte de la URSS después del fin de la Segunda Guerra Mundial, lo que él veía como los auténticos intereses nacionales polacos solo podían ser promovidos en secreto. Fue por esa razón justamente que en su momento se había acercado a la CIA, a partir de su propia iniciativa.
La información proporcionada por Kukliński tuvo un gran impacto en los planes militares de la OTAN en Europa, varios de los cuales fueron reajustados a partir de sus sugerencias y del material por el proporcionado. En particular, y como si se hubiese tratado de una suerte de premio consuelo, las cambios realizados hubiesen implicado la reducción de los ataque nucleares sobre Polonia, en una eventual guerra atómica entre la OTAN y el Pacto de Varsovia.

## Fallecimiento
Falleció de un ataque cardíaco, a la edad de 73 años, en un hospital de la ciudad de Tampa (estado de Florida, Estados Unidos) en 2004. Sus restos fueron trasladados a su natal Polonia y fue enterrado en Varsovia el 19 de junio de 2004 con honores militares, junto a su hijo Waldemar, quien había sido atropellado por un conductor desconocido a mediados de 1994 (en un hecho que, según algunos más bien afectos a las teorías conspirativas, habría sido una venganza de antiguos agentes soviéticos). Su otro hijo, Bogdan, había desaparecido en enero de ese mismo año, también bajo circunstancias no del todo explicadas, mientras se encontraba realizando una expedición de buceo en el estado de la Florida. En su caso, su cadáver nunca sería hallado.

## Opinión sobre él y su legado en Polonia

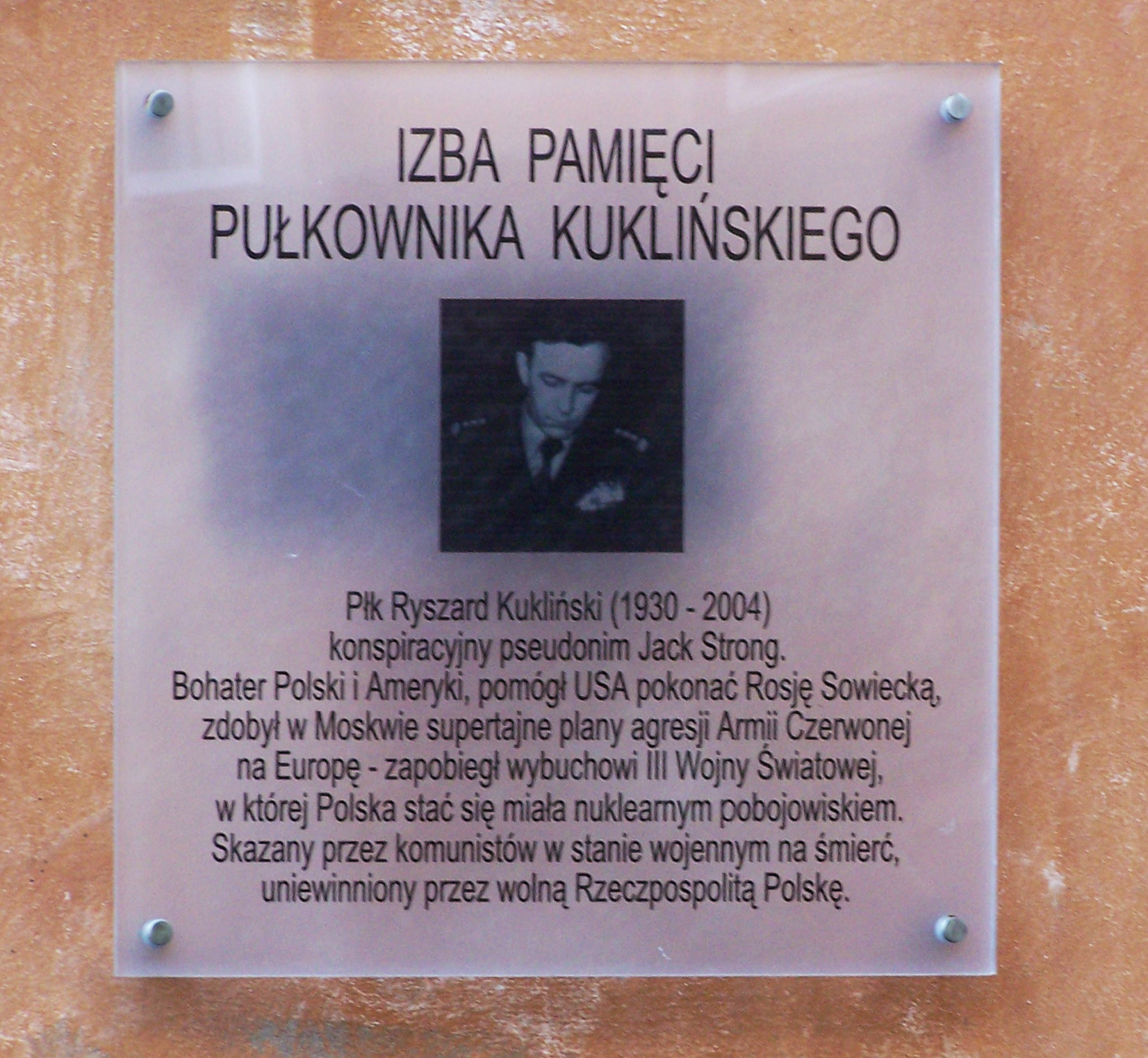
Una pancarta con una dedicatoria a Ryszard Kukliński, durante una manifestación en Varsovia.

Kukliński sigue siendo una figura controvertida para muchos polacos. Tal vez la mayoría lo considere un legítimo héroe nacional, pero algunos lo siguen considerando como un traidor.
Varios opinan que, al haberles revelados planes militares soviéticos a la CIA, contribuyó a que se frustrase la planeada y tentativa invasión soviética de Polonia en 1981 (produciéndose en cambio, el “mal menor” de la imposición de la ley marcial localmente), y de esa manera contribuyó a evitar un recalentamiento” de las tensiones de la Guerra Fría y hasta una hipotética escalada nuclear del conflicto, que indudablemente hubiese significado la virtual destrucción completa de Polonia (así como del mundo en general y de Europa en particular).
No obstante, estas aseveraciones son difíciles de evaluar (y más aún, de confirmar o dar como verdaderas), ya que los hechos que llevaron a la declaración de la ley marcial polaca durante 1981 aún son controvertidos y disputados por varios historiadores.
Kukliński está enterrado en la fila de honor del cementerio militar Powązki de Varsovia, y ha sido declarado ciudadano ilustre de varias ciudades polacas, entre las que sobresalen Cracovia y Gdansk.
Por su parte, el grupo político polaco Centrum (en ese momento encabezado por Zbigniew Religa) solicitó en 2004 al entonces presidente de Polonia que le otorgase póstumamente el rango de general a Kukliński.
Durante su mandato como primer presidente libremente electo de Polonia, el líder de Solidaridad Lech Wałęsa se negó a perdonar a Kukliński y una encuesta realizada en 1998 encontró que la mayoría de los polacos (34%) consideró Kukliński un traidor más que un héroe (29%), con muchos indecisos. [se necesita verificación] La administración del presidente estadounidense Clinton, sin embargo, tomó la postura de que se opondría que Polonia fuera miembro de la OTAN a menos que se exonerara a Kukliński.
Cuando todos los cargos fueron retirados contra Kukliński en 1997, el medio izquierdista Trybuna lamentó que "el coronel Ryszard Kukliński - un espía, desertor y traidor - se hubiera convertido en un modelo de virtud y un héroe nacional para la derecha. En una encuesta de 1997 llevada a cabo por las organizaciones comunitarias, el 27 por ciento de los polacos consideraba a Kukliński un héroe y un 24 por ciento a un traidor (en comparación con 12 y 24 por ciento, respectivamente, en 1992). 
Según algunos historiadores, cabía la posibilidad de que Kukliński fuera un doble agente, del GRU soviético, usado en un juego operativo con la CIA. Un ministro polaco del Interior durante la época comunista, Czeslaw Kiszczak reveló tal teoría en una entrevista posterior, mientras que un ex agregado militar soviético, Yuriy Rylyov, lo llegó a afirmar de manera directa en una entrevista. Los historiadores, como Paweł Wieczorkiewicz y Franciszek Puchała (un general del ejército polaco durante la época comunista) sugieren, que el conocimiento que le atribuyen a Kukliński fue exagerado, y a pesar de que él tenía una gran cantidad de información sobre el ejército polaco y la organización del Pacto de Varsovia, en general, no podía haber tenido información detallada sobre los planes soviéticos, ya que nadie en Polonia la tenía. Puchała apoyó su opinión en audiencias oficiales llevadas a cabo contra Kukliński por parte de los fiscales polacos durante su juicio. Revelando los planes sobre la aplicación de la ley marcial en Polonia, lo que haría una invasión soviética innecesaria, que podría haber sido rentable para el lado soviético, asegurándose de que los EE. UU. no se sorprendería por la ley marcial y no emprendería acciones impredecibles contra los soviéticos. Es de destacar, que a pesar de las revelaciones de Kukliński, los EE. UU. no advirtió a Solidaridad sobre la ley marcial. Los soviéticos tomaron la fuga de un espía tan importante con indiferencia y le exigieron responsabilidad al político polaco responsable de la inteligencia, es decir, Czeslaw Kiszczak. Además, la cuestión de las muertes de los hijos de Kukliński no estuvo del todo clara y puede haber sido parte de un programa de protección; además, de acuerdo con Wieczorkiewicz, venganzas de ese tipo contra la familia de un desertor eran bastante inusuales para la inteligencia soviética.
Kukliński está enterrado en la fila de honor del cementerio militar de Powązki en Varsovia, y se le ha dado la ciudadanía honoraria de varias ciudades polacas, incluyendo Cracovia y Gdansk. El grupo político polaco Centrum (en el momento dirigido por Zbigniew Religa) pidió en 2004 al Presidente de Polonia promover a Kukliński póstumamente al rango de general.
Desde su inauguración en 2006, el monumento en Cracovia ha sido objeto de vandalismo en tres ocasiones: primero el 13 de diciembre de 2011, (el aniversario de la ley marcial en Polonia) y luego el 11 de febrero de 2012 (el aniversario de la muerte de Kukliński ). En ambos casos se han encontrado símbolos nacionalistas polacos junto con términos tales como:  "traidor", una cruz representando a la CIA y "Muerte a los EE. UU.". El 11 de febrero de 2014 la estatua fue encontrada salpicado con pintura marrón o petróleo.

## Lectura adicional
- Benjamin Weiser, A secret life: The Polish officer, his covert mission, and the price he paid to save his country (“El oficial polaco, su misión encubierta, y el precio que pagó para salvar a su país”), ISBN 1-891620-54-1.

- Datos: Q430607
- Multimedia: Ryszard Kukliński / Q430607